# Ypiranga Clube
L'Ypiranga Clube, noto anche semplicemente come Ypiranga, è una società calcistica brasiliana con sede nella città di Macapá, capitale dello stato dell'Amapá.

## Storia
Il club è stato fondato il 15 maggio 1963 su un'iniziativa di padre Vitório Galliani, vicario della Igreja Nossa Senhora da Conceição, che guidava i membri della Juventude Oratoriana do Trem (JOT), un movimento legato alla chiesa di Vitório Galliani. Sotto l'influenza di Vitório Galliani, si stabilì che i colori sociali del club sarebbero stati l'azzurro e il nero, gli stessi colori dell'Inter dell'Italia, club che tifava il padre. Guaracy Freitas fu eletto come primo presidente del club.
Ha partecipato al Campeonato Brasileiro Série C nel 1999, nel 2001, nel 2002, e nel 2003 e al Campeonato Brasileiro Série D nel 2013. Nel 2000, l'Ypiranga ha partecipato alla Copa João Havelange, il club venne inserito nel "Modulo Verde", dove è stato eliminato al secondo turno.

## Palmarès

### Competizioni statali
- Campionato Amapaense: 10

1976, 1992, 1994, 1997, 1999, 2002, 2003, 2004, 2018, 2020
- Campeonato Amapaense Segunda Divisão: 2

1964, 1987

### Altri piazzamenti
- Copa Norte:

Semifinalista: 1998